# Томмот (станция)
Томмо́т — железнодорожная станция Амуро-Якутской железнодорожной магистрали в Алданском районе Республики Саха (Якутия). Расположена в городе Томмот в 358 км от станции Нерюнгри-Пассажирская.

## История
Станция была основана в 1997 году в качестве конечной на строящемся участке АЯМа Нерюнгри — Томмот. 16 августа 1997 года на станцию Томмот прибыл первый поезд, и было открыто рабочее движение. 28 августа 2004 года станция была открыта по нормам временной эксплуатации с пуском пассажирского движения.
Уже в 2009 году было открыто рабочее движение на построенном участке Томмот — Амга. 15 ноября 2011 года была произведена укладка «Золотого звена» на линии Беркакит — Томмот — Нижний Бестях. В 2014 году введён во временную эксплуатацию финальный 436-километровый участок Томмот — Нижний Бестях (Якутск).

## Пассажирское движение
С 1 сентября 2004 года на этом участке ходил регулярный ежедневный круглогодичный пассажирский поезд № 323/324 Томмот — Нерюнгри-Пассажирская — Томмот формирования компании ЖДЯ (по данным на 2024 год, поезд не ходит), после открытия в 2019 году станции Нижний Бестях для пассажирского движения осуществляется транзитное движение.